# Герои Российской Федерации — М

В настоящем списке представлены в алфавитном порядке Герои Российской Федерации, чьи фамилии начинаются с буквы «М». Список содержит информацию о роде войск (службе, деятельности) Героев на время присвоения звания, дате рождения, месте рождения, дате смерти и месте смерти Героев.
 Серым цветом в таблице выделены Герои, награждённые посмертно. 
| №   | Фото | Фамилия Имя Отчество                   | Род войск, служба    | Годы жизни                         | Место рождения                                                                               | Место гибели (смерти)                                                   |                                                                          |
| --- | ---- | -------------------------------------- | -------------------- | ---------------------------------- | -------------------------------------------------------------------------------------------- | ----------------------------------------------------------------------- | ------------------------------------------------------------------------ |
| 1   |      | Маврин, Александр Иванович             | МВД                  | 7 марта 1958 — 4 октября 1993      | село Немеричи, Дятьковский район Брянской области                                            | Москва, Российская Федерация                                            |                                                                          |
| 2   |      | Магасумов, Ирек Ильдусович             | Пехота и мотострелки | род. 27 апреля 1988                | Красная Горка, Мамадышский район, Татарская АССР, РСФСР                                      |                                                                         | 26 июня 2024 года лишён звания в соответствии с приговором военного суда |
| 3   |      | Магомедов, Абдулмалик Закаригаевич     | МВД                  | 10 ноября 1960 — 21 октября 2008   | Губден, Ленинский район, Дагестанская АССР                                                   | у с. Губден, Карабудахкентский район, Дагестан                          |                                                                          |
| 4   |      | Магомедов, Ахмед Тинамагомедович       | МВД                  | 4 января 1962 — 5 февраля 2010     | с. Ритляб, Чародинский район Дагестанская АССР                                               | Махачкала, Дагестан                                                     |                                                                          |
| 5   |      | Магомедов, Дибиргаджи Гасанович        | МВД                  | род. 23 марта 1968                 | с. Годобери, Ботлихский район, Дагестанская АССР                                             |                                                                         |                                                                          |
| 6   |      | Магомедов, Исрафил Летифович           | Пехота и мотострелки | 20 декабря 1991 — 15 октября 2022  | Дагестанские Огни, Дагестанская ССР, РСФСР                                                   | Украина                                                                 |                                                                          |
| 7   |      | Магомедов, Шамиль Набибуллагович       | Пехота и мотострелки | 21 октября 1997 — 9 сентября 2022  | Тарумовка, Дагестанская ССР, РСФСР                                                           | Харьковская область, Украина                                            |                                                                          |
| 8   |      | Магомедтагиров, Адильгерей Магомедович | МВД                  | 1 ноября 1956 — 5 июня 2009        | Гонода, Гунибский район, Дагестанская АССР, РСФСР                                            | Махачкала, Дагестан                                                     | [ 2 ]                                                                    |
| 9   |      | Маденов, Игорь Владимирович            | Пехота и мотострелки | 6 февраля 1976 — 22 октября 1999   | пос. Усть-Лэкчим Корткеросский район, Коми АССР, РСФСР                                       | Грозненский район, Чечня                                                |                                                                          |
| 10  |      | Майборода, Виталий Викторович          | ФСБ                  | 12 июня 1981 — 20 марта 2013       | г. Раменское, Московская область, РСФСР                                                      | пос. Семендер, Махачкала, Дагестанская АССР, РСФСР                      |                                                                          |
| 11  |      | Майданов, Николай Саинович             | авиация              | 7 февраля 1956 — 29 января 2000    | пос. Таскудук, Уральская область, Казахская ССР                                              | Аргунское ущелье, Чечня                                                 |                                                                          |
| 12  |      | Майоров, Николай Петрович              | Десантные войска     | род. 15 февраля 1958               | д. Высоково, Ивановская область, РСФСР                                                       |                                                                         |                                                                          |
| 13  |      | Макаренков, Леонид Владимирович        | авиация              | род. 23 декабря 1968               | Кострома, РСФСР                                                                              |                                                                         |                                                                          |
| 14  |      | Макаров, Александр Дмитриевич          | Десантные войска     | 25 июля 1983 — 17 января 2023      | Кировабад, Азербайджанская ССР                                                               | Украина                                                                 |                                                                          |
| 15  |      | Макаров, Вадим Вильевич                | Бронетанковые войска | род. 27 августа 1966               | Самарканд, Узбекская ССР                                                                     |                                                                         |                                                                          |
| 16  |      | Макаров, Вячеслав Владимирович         | Пехота и мотострелки | 19 февраля 1979 — 13 мая 2023      |                                                                                              | Украина                                                                 |                                                                          |
| 17  |      | Макаров, Николай Егорович              | Генералитет          | род. 7 октября 1949                | с. Глебово, Рыбновский район, Рязанская область, РСФСР                                       |                                                                         |                                                                          |
| 18  |      | Макаровец, Николай Александрович       | Конструктор          | 21 марта 1939 — 31 марта 2019      | Кролевец, Сумская область, Украинская ССР                                                    | Тула, Российская Федерация                                              |                                                                          |
| 19  |      | Макеев, Владимир Михайлович            | ВМФ                  | род. 25 апреля 1947                | Москва, СССР                                                                                 |                                                                         |                                                                          |
| 20  |      | Максаков, Владимир Александрович       | МВД                  | 27 октября 1972 — 31 мая 1996      | Смоленск, РСФСР                                                                              | Шали, Шалинский район, Чечня                                            |                                                                          |
| 21  |      | Максимчук, Владимир Михайлович         | Пожарный             | 8 июня 1947 — 22 мая 1994          | с. Доброводы, Збаражский район, Тернопольская область, Украинская ССР                        | Москва, Российская Федерация                                            |                                                                          |
| 22  |      | Малахов, Михаил Георгиевич             |                      | род. 8 октября 1953                | с. Кузьминское, Рыбновский район, Рязанская область, РСФСР                                   |                                                                         | [ 3 ]                                                                    |
| 23  |      | Маленченко, Юрий Иванович              | Лётчик-космонавт     | род. 22 декабря 1961               | Хрущёв, Кировоградская область, Украинская ССР                                               |                                                                         | [ 4 ]                                                                    |
| 24  |      | Маликов, Игорь Иванович                | авиация              | род. 21 мая 1956                   | Чкалов, Чкаловская область, РСФСР                                                            |                                                                         |                                                                          |
| 25  |      | Малофеев, Михаил Юрьевич               | Генералитет          | 25 мая 1956 — 17 января 2000       | Ломоносов, Ленинградская область, РСФСР                                                      | Грозный, Чечня, Российская Федерация                                    | [ 5 ]                                                                    |
| 26  |      | Малочуев, Олег Григорьевич             | МВД                  | 18 марта 1977 — 2 июля 2009        | пос. Фруктовая, Луховицкий район, Московская область, РСФСР                                  | с. Кантышево, Назрановский район, Ингушетия, Российская Федерация       |                                                                          |
| 27  |      | Малыйкин, Давид Алексеевич             | Десантные войска     | род. в 1994                        | Ардатово, Дубёнский район, Республика Мордовия                                               |                                                                         |                                                                          |
| 28  |      | Мальсагов, Ахмед Татарханович          | авиация              | 1912 — 14 января 1942              | Альтиево, Назрановский округ, Терская область, Российская империя                            | Варваровка, Кременский район, Ворошиловградская область, Украинская ССР | [ 6 ]                                                                    |
| 29  |      | Мальцев, Александр Викторович          | Пехота и мотострелки | 26 апреля 1975 — 13 марта 2023     | Норильск, Красноярский край, РСФСР                                                           | Украина                                                                 |                                                                          |
| 30  |      | Маргелов, Александр Васильевич         | Десантные войска     | 21 октября 1945 — 19 июля 2016     | Кишинёв, Молдавская ССР                                                                      | Москва, Российская Федерация                                            | [ 7 ]                                                                    |
| 31  |      | Мариенко, Виталий Леонидович           | Пехота и мотострелки | 25 февраля 1975 — 17 августа 1999  | Калининград, Калининградская область, РСФСР                                                  | у с. Тандо, Ботлихский район, Дагестан                                  |                                                                          |
| 32  |      | Марин, Иван Петрович                   | Артиллерия           | 10 августа 1991 — 23 мая 2022      | Екатеринбург, Свердловская область, РСФСР                                                    | Украина                                                                 |                                                                          |
| 33  |      | Маркелов, Виктор Васильевич            | авиация              | род. 29 сентября 1951              | с. Кухаривка, Ейский район, Краснодарский край, РСФСР                                        |                                                                         |                                                                          |
| 34  |      | Марченко, Антон Александрович          | Пехота и мотострелки | 5 сентября 1987 — 8 августа 2008   | пос. Чернышевск, Чернышевский район, Читинская область, РСФСР                                | Цхинвал, Южная Осетия                                                   |                                                                          |
| 35  |      | Марченко, Владимир Иванович            | МВД                  | 22 апреля 1951 — 20 августа 1996   | Борисов, Минская область, Белорусская ССР                                                    | Грозный, Чечня, Российская Федерация                                    |                                                                          |
| 36  |      | Марьенков, Игорь Валерьевич            | ФСБ                  | 9 мая 1975 — 16 июня 2016          | Лабинск, Краснодарский край, РСФСР                                                           | Касумкент, Дагестан, Российская Федерация                               |                                                                          |
| 37  |      | Маслов, Александр Спиридонович         | авиация              | 9 (22) ноября 1907 — 26 июня 1941  | с. Андреевское, Московская губерния, Российская империя                                      | около д. Декшняны, Вилейская область, Белорусская ССР                   | [ 8 ]                                                                    |
| 38  |      | Маслов, Дмитрий Николаевич             | ВМФ                  | род. 1975                          | г. Таллин, Эстонская ССР                                                                     |                                                                         |                                                                          |
| 39  |      | Маслов, Иван Владимирович              | ВВ МВД               | 15 ноября 1978 — 17 августа 2011   | пгт Угловое, Приморский край, РСФСР                                                          | Дагестан, Российская Федерация                                          |                                                                          |
| 40  |      | Маслов, Сергей Владимирович            | авиация              | род. 3 декабря 1960                | с. Тогур, Колпашевский район, Томская область, РСФСР                                         |                                                                         |                                                                          |
| 41  |      | Матвеев, Виктор Владимирович           | МВД                  | 1 сентября 1963 — 17 марта 2001    | Байкальск, Иркутская область, РСФСР                                                          | Чечня, Российская Федерация                                             |                                                                          |
| 42  |      | Матвеев, Владимир Николаевич           | авиация              | род. 13 июня 1946                  | Грозный, Грозненская область, РСФСР                                                          |                                                                         | [ 9 ]                                                                    |
| 43  |      | Матвеев, Тимофей Александрович         | Десантные войска     | род. 21 мая 2002                   | Столбовое, Октябрьский район, Еврейская автономная область                                   |                                                                         | [ 10 ]                                                                   |
| 44  |      | Матвиенко, Вячеслав Владимирович       | спецназ ГРУ          | 9 января 1973 — 9 сентября 1999    | Вентспилс, Латвийская ССР                                                                    | Дагестан, Российская Федерация                                          |                                                                          |
| 45  |      | Матиясевич, Алексей Михайлович         | ВМФ                  | 17 сентября 1905 — 28 января 1995  | Смоленск, Российская империя                                                                 | Санкт-Петербург, Российская Федерация                                   | [ 11 ]                                                                   |
| 46  |      | Матковский, Игорь Феоктистович         | авиация              | род. 21 мая 1961                   | Севастополь, Украинская ССР                                                                  |                                                                         |                                                                          |
| 47  |      | Матовников, Александр Анатольевич      | спецназ ГРУ          | род. 19 сентября 1965              | Москва, РСФСР                                                                                |                                                                         |                                                                          |
| 48  |      | Матреницкий, Николай Петрович          | Бронетанковые войска |                                    |                                                                                              |                                                                         |                                                                          |
| 49  |      | Махлай, Александр Александрович        | Медицинская служба   | род. 17 сентября 1944              | с. Архангельское, Высокопольский район, Херсонская область, Украинская ССР                   |                                                                         |                                                                          |
| 50  |      | Махотин, Алексей Николаевич            | ФСИН                 | род. 9 апреля 1961                 | с. Троицкое, Новохопёрский район, Воронежская область, РСФСР                                 |                                                                         |                                                                          |
| 51  |      | Мацкевич, Вячеслав Юрьевич             | Десантные войска     | род. 16 января 1992                | Заринск, Алтайский край                                                                      |                                                                         |                                                                          |
| 52  |      | Машаровский, Андрей Викторович         | Пехота и мотострелки | погиб 5 марта 2023                 | Дальнереченск, Приморский край, РСФСР                                                        | Украина                                                                 |                                                                          |
| 53  |      | Медведев, Дмитрий Геннадьевич          | ФСБ                  | 30 мая 1970 — 15 апреля 2005       | Кемерово, РСФСР                                                                              | Грозный, Чечня, Российская Федерация                                    |                                                                          |
| 54  |      | Медведев, Сергей Юрьевич               | Десантные войска     | 18 сентября 1976 — 29 февраля 2000 | Бийск, Алтайский край, РСФСР                                                                 | Шатойский район, Чеченская Республика                                   |                                                                          |
| 55  |      | Медведев, Сергей Юрьевич               | ФПС                  | 9 сентября 1970 — 21 мая 2005      | Алма-Ата, Казахская ССР                                                                      | ?                                                                       | [ 12 ]                                                                   |
| 56  |      | Медоев, Игорь Башерович                | Генералитет          | род. 20 октября 1955               | с. Орджоникидзе, Северо-Осетинская АССР, РСФСР                                               |                                                                         |                                                                          |
| 57  |      | Межуев, Денис Валериевич               | Пехота и мотострелки | 15 ноября 1982 — 11 апреля 2022    | Двуречное, Есильский район, Тургайская область, Казахская ССР                                | Украина                                                                 |                                                                          |
| 58  |      | Мезох, Владимир Чемгуевич              | Гражданская авиация  | 6 января 1929 — 8 декабря 2015     | Краснодар, Краснодарский край, РСФСР                                                         | Москва, Российская Федерация                                            | [ 13 ]                                                                   |
| 59  |      | Мельников, Сергей Николаевич           | авиация              | 7 июля 1959 — 5 сентября 2010      | Жуковский, Московская область, РСФСР                                                         | Москва, Российская Федерация                                            | [ 14 ]                                                                   |
| 60  |      | Мельников, Сергей Сергеевич            | Десантные войска     | 6 апреля 1982 — 17 мая 2023        | Красноармейка, Павлодарский район, Павлодарская область, Казахская ССР, СССР                 | Васюковка, Бахмутский район, Украина                                    |                                                                          |
| 61  |      | Мерзликин, Андрей Викторович           | ФПС                  | род. 8 ноября 1968                 | Липецк, РСФСР                                                                                |                                                                         | [ 15 ]                                                                   |
| 62  |      | Меркулов, Василий Александрович        | авиация              | 17 апреля 1912 — 19 марта 1945     | Добрынское, Владимирский уезд, Владимирская губерния, Российская империя                     | район города Нойкурен, Балтийское море                                  | [ 16 ]                                                                   |
| 63  |      | Мигунов, Андрей Павлович               | Бронетанковые войска | 14 августа 1964 — 28 ноября 2023   | Сарышево, Мелеузовский район, Башкирская АССР, РСФСР                                         | Украина                                                                 |                                                                          |
| 64  |      | Мизерный, Юрий Сергеевич               | Пехота и мотострелки |                                    |                                                                                              |                                                                         |                                                                          |
| 65  |      | Милютин, Игорь Александрович           | Медицинская служба   | род. 21 октября 1962               | Тула, РСФСР                                                                                  |                                                                         |                                                                          |
| 66  |      | Минаев, Дмитрий Викторович             | ФСБ                  | род. 18 октября 1966               | Коммунарск, Луганская область, УССР                                                          |                                                                         | [ 17 ] [ неавторитетный источник ]                                       |
| 67  |      | Миненков, Михаил Анатольевич           | Пехота и мотострелки | род. 25 июля 1977                  | Алейск, Алтайский край, РСФСР                                                                |                                                                         |                                                                          |
| 68  |      | Миронов, Дмитрий Олегович              | Миротворческие силы  | 22 ноября 1979 — 18 октября 1998   | Потсдам, ГДР                                                                                 | район с. Гумрыш, Абхазия, Грузия                                        |                                                                          |
| 69  |      | Мисуркин, Александр Александрович      | Лётчик-космонавт     | род. 23 сентября 1977              | с. Ершичи, Ершичский район, Смоленская область, РСФСР, СССР                                  |                                                                         |                                                                          |
| 70  |      | Митиков, Юрий Иванович                 | авиация              | 20 февраля 1941 — 24 января 2013   | Ванавара, Эвенкийский АО, Красноярский край, РСФСР                                           | Жуковский, Московская область, Российская Федерация                     | [ 18 ]                                                                   |
| 71  |      | Митяшин, Андрей Сергеевич              | Бронетанковые войска |                                    |                                                                                              |                                                                         |                                                                          |
| 72  |      | Михайлов, Александр Александрович      | спецназ ГРУ          |                                    | 1-й Россошинский, Зерноградский район, Ростовская область                                    |                                                                         |                                                                          |
| 73  |      | Михайлов, Александр Валерьевич         | ВВ МВД               | 17 июня 1971 — 18 октября 1993     | Калинин, РСФСР                                                                               | Москва, Российская Федерация                                            | [ 19 ]                                                                   |
| 74  |      | Михайлов, Бабу-Доржо                   | Сельское хозяйство   | 12 марта 1953 — 6 марта 2011       | с. Боржигантай, Могойтуйский район, Читинская область, РСФСР                                 | Чита, Российская Федерация                                              | [ 20 ]                                                                   |
| 75  |      | Михайлов, Владимир Сергеевич           | авиация              | род. 6 октября 1943                | с. Кудиново, Ногинский район, Московская область, РСФСР                                      |                                                                         |                                                                          |
| 76  |      | Михайлов, Максим Игоревич              | Бронетанковые войска | 12 февраля 1994 — 24 марта 2022    | Ульяновск, Российская Федерация                                                              | Украина                                                                 |                                                                          |
| 77  |      | Михеев, Борис Владимирович             | спецназ ГРУ          | 26 декабря 1985 — 4 августа 2022   | Омск, РСФСР                                                                                  | Украина                                                                 |                                                                          |
| 78  |      | Михеев, Сергей Викторович              | Конструктор          | род. 22 декабря 1938               | Хабаровск, РСФСР                                                                             |                                                                         | [ 21 ]                                                                   |
| 79  |      | Мишин, Игорь Анатольевич               | Пехота и мотострелки | 17 января 1971 — 15 сентября 1994  | Нойштрелиц, ГДР                                                                              | Куляб, Хатлонская область, Таджикистан                                  |                                                                          |
| 80  |      | Мищенко, Алексей Леонидович            | ВВ МВД               | род. 12 сентября 1988              | Павловка, Алтайский край, РСФСР                                                              |                                                                         |                                                                          |
| 81  |      | Миягашев, Аймир Евгеньевич             | спецназ ГРУ          | 10 сентября 1995 — 27 мая 2022     | Таштып, Хакасия                                                                              | Яремовка, Харьковская область, Украина                                  |                                                                          |
| 82  |      | Моисеев, Александр Алексеевич          | ВМФ                  | род. 16 апреля 1962                | с. Борское, Гвардейский район, Калининградская область, РСФСР                                |                                                                         | [ 22 ] [ 23 ]                                                            |
| 83  |      | Моисеев, Юрий Геннадьевич              | Бронетанковые войска | 15 апреля 1967 — 3 января 1995     | Жагань, Любушское воеводство, Польша                                                         | Грозный, Чечня, Российская Федерация                                    |                                                                          |
| 84  |      | Молдаванов, Игорь Валерьевич           | Пехота и мотострелки | 25 декабря 1975 — 13 марта 1995    | Золотинка, Нерюнгринский район, Якутская АССР                                                | Чечен-Аул, Грозненский район, Чечня, Российская Федерация               |                                                                          |
| 85  |      | Молодов, Сергей Георгиевич             | Десантные войска     | 15 апреля 1965 — 29 февраля 2000   | Кутаиси, Грузинская ССР                                                                      | высота 776, Шатойский район, Чечня, Российская Федерация                |                                                                          |
| 86  |      | Монетов, Александр Геннадьевич         | МВД                  | 30 августа 1972 — 24 июня 1995     | пос. Дубровицы, Подольский район, Московская область, РСФСР                                  | пос. Новый, Чечня, Российская Федерация                                 |                                                                          |
| 87  |      | Монетов, Николай Александрович         | авиация              | 18 мая 1923 — 15 мая 1994          | д. Козино, Сергиевский уезд, Московская губерния, РСФСР                                      | Тернополь, Украина                                                      | [ 13 ]                                                                   |
| 88  |      | Морев, Игорь Анатольевич               | Артиллерия           | 9 октября 1966 — 3 января 1995     | Кулебаки, Горьковская область, РСФСР                                                         | Грозный, Чечня, Российская Федерация                                    |                                                                          |
| 89  |      | Морозов, Андрей Игоревич               | Пехота и мотострелки | род. 20 января 1968                | пос. Атиг, Нижнесергинский район, Свердловская область, РСФСР                                |                                                                         |                                                                          |
| 90  |      | Морозов, Сергей Геннадьевич            | Пехота и мотострелки | 10 октября 1980 — 12 июля 2001     | Ленинск, Казахская ССР                                                                       | у с. Дышне-Ведено, Веденский район, Чечня, Российская Федерация         |                                                                          |
| 91  |      | Морозов, Станислав Николаевич          | Пехота и мотострелки | 12 июня 1958 — 2 апреля 2007       | с. Ступишино, Тяжинский район, Кемеровская область, РСФСР                                    | Краснознаменск, Московская область, Российская Федерация                |                                                                          |
| 92  |      | Мороховец, Алексей Николаевич          | Пехота и мотострелки | 30 января 1980 — 26 октября 1999   | с. Прасковея, Будённовский район, Ставропольский край, РСФСР                                 | Терский хребет, Чечня, Российская Федерация                             |                                                                          |
| 93  |      | Мосейко, Евгений Юрьевич               |                      |                                    |                                                                                              |                                                                         |                                                                          |
| 94  |      | Мосин, Андрей Юрьевич                  | Десантные войска     | 14 января 1984 — 12 июля 2023      | с. Долгодеревенское, Сосновский район, Челябинская область, РСФСР                            | Украина                                                                 |                                                                          |
| 95  |      | Моцак, Михаил Васильевич               | ВМФ                  | 22 ноября 1949 — 19 октября 2019   | Москва, РСФСР                                                                                | Санкт-Петербург, Российская Федерация                                   |                                                                          |
| 96  |      | Мудров, Михаил Иванович                | авиация              | 15 декабря 1919 — 29 января 1944   | с. Светлолобово, Минусинский уезд, Енисейская губерния                                       | д. Погребище, Винницкая область, Украинская ССР                         | [ 24 ]                                                                   |
| 97  |      | Мунжокаргалов, Дашибал Цырендоржиевич  | Десантные войска     | род. 1990                          | Цаган-Ола, Могойтуйский район, Агинский Бурятский автономный округ, Читинская область, РСФСР |                                                                         |                                                                          |
| 98  |      | Муравьёв, Александр Андреевич          | авиация              | род. 8 апреля 1937                 | Москва, РСФСР                                                                                |                                                                         | [ 25 ]                                                                   |
| 99  |      | Мурадов, Рустам Усманович              | Генералитет          | род. 21 марта 1973                 | с. Ханак, Табасаранский район, Дагестанская АССР, РСФСР                                      |                                                                         |                                                                          |
| 100 |      | Мурачуев, Халид Рашидович              | МВД                  | 11 января 1972 — 6 сентября 1999   | с. Кули, Кулинский район, Дагестанская АССР                                                  | с. Новолакское, Новолакский район, Дагестан                             |                                                                          |
| 101 |      | Мурзин, Георгий Александрович          | Гражданская авиация  | род. 3 июня 1996                   | Екатеринбург, Российская Федерация                                                           |                                                                         | [ 26 ]                                                                   |
| 102 |      | Мусабаев, Талгат Амангельдиевич        | Лётчик-космонавт     | род. 7 января 1951                 | с. Каргалы, Алма-Атинская область, Казахская ССР                                             |                                                                         | [ 4 ]                                                                    |
| 103 |      | Мусалаев, Тулпар Оздемирович           | Пехота и мотострелки | 18 декабря 1983 — 19 мая 2016      | Альбурикент, Дагестанская АССР, РСФСР                                                        | с. Горет, Южная Осетия, Российская Федерация                            |                                                                          |
| 104 |      | Муссагалеев, Нурсултан Серкбаевич      | Десантные войска     | род. 25 июня 1997                  | Плодородный, Новосергиевский район, Оренбургская область                                     |                                                                         |                                                                          |
| 105 |      | Мустафин, Раис Рауфович                | ВВ МВД               | 23 октября 1980 — 13 июля 2020     | с. Алмала, Переволоцкий район, Оренбургская область, РСФСР                                   |                                                                         |                                                                          |
| 106 |      | Мутовин, Олег Евгеньевич               | авиация              | род. 4 октября 1965                | Петропавловск-Камчатский, РСФСР                                                              |                                                                         | [ 27 ]                                                                   |
| 107 |      | Мухамедеев, Ильяс Адельханович         | Пехота и мотострелки |                                    | Павлоградский район, Омская область                                                          |                                                                         |                                                                          |
| 108 |      | Мухаметгареев, Венер Мансурович        | авиация              | род. 22 декабря 1961               | Уфа, Башкирская АССР, РСФСР                                                                  |                                                                         | [ 27 ]                                                                   |
| 109 |      | Мухутдинов, Тимур Мухаметсабарович     | МВД                  | 26 января 1975 — 23 октября 2010   | с. Ембаево, Тюменский район, Тюменская область, РСФСР                                        | Хасавюрт, Дагестан, Российская Федерация                                |                                                                          |
| 110 |      | Мыльников, Сергей Андреевич            | Бронетанковые войска | род. 8 февраля 1986                | Свердловск, РСФСР                                                                            |                                                                         | [ 28 ]                                                                   |
| 111 |      | Мясников, Михаил Анатольевич           | ФСБ                  | 23 апреля 1975 — 6 декабря 2008    | город Сельцо, Брянская область, РСФСР                                                        | Махачкала, Дагестан                                                     |                                                                          |